# Rickling (Essex)
Rickling (/ˈɹɪk.lɪŋ/) est un village du district d'Uttlesford, dans l'Essex, en Angleterre. Après avoir constitué une paroisse civile, le village a été regroupé avec le village voisin de Quendon. Rickling est situé à environ 10 km au nord de la ville de Bishop's Stortford, ainsi qu'à 8 km au sud-ouest de Saffron Walden, et à environ 3 km du village plus important de Newport. La population du village était de 378 habitants en 1931, lors du dernier recensement complet de la paroisse, et d'environ 305 habitants en 2020 (estimation de l'ONS),.
Rickling est scindé en deux hameaux principaux : le hameau de Rickling proprement dit, occupé par quelques maisons et par l'église paroissiale, et Rickling Green, quartier adjacent au village voisin de Quendon.

## Toponymie
Le nom de Rickling (Richelinga en vieil anglais) est formé de Ricula (un nom propre) et du suffixe toponymique germanique fréquent -ing, -ingen, signifiant l'appartenance. Rickling serait dont l'endroit où vivaient « les gens de Ricula ». Ricula aurait été le nom porté par la sœur d'Æthelberht de Kent, qui épousa Sledd, roi fondateur du royaume d'Essex ; cependant, cette association n'a pas été prouvée,.

## Histoire
Rickling apparaît dans le Domesday Book sous le nom de Richelinga, et est peuplé à l'époque de 34 ménages, soit une population assez conséquente.
La partie la plus peuplée du village est le hameau de Rickling Green, pourtant excentré de l'église paroissiale ; il est théorisé que cet éloignement serait une conséquence de l'épidémie de peste noire du XIVe siècle. Une autre théorie explique cette distance par le rapprochement progressif des villageois vers un chemin de transhumance (qui deviendra plus tard la route A11), qui passait par le bourg voisin de Quendon.
Le 1er avril 1949, l'ancienne paroisse civile de Rickling est supprimée et fusionnée avec Quendon pour former la paroisse de Quendon and Rickling.

## Lieux notables

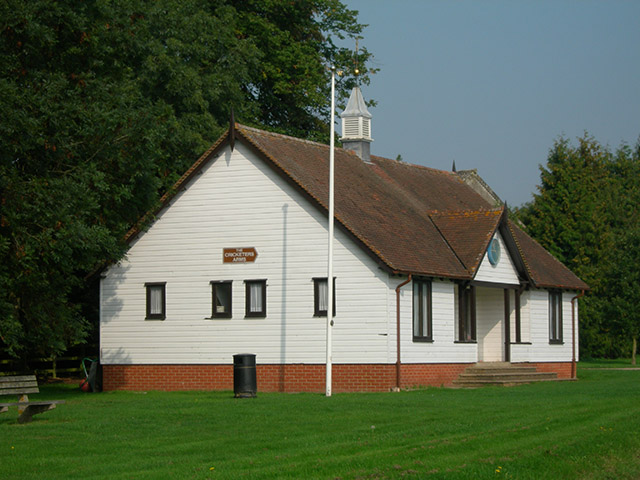
Le pub de Rickling

Rickling Green possède une petite école primaire, regroupant les élèves du village et des communautés environnantes. Elle partage son équipe éducative et administrative avec l'école primaire du village de Farnham, distant de quelques kilomètres.
Rickling Green comporte aussi un pub (The Cricketers Arms), qui surplombe le pré communal. L'établissement tient son nom du cricket, pratiqué dans le village depuis 1850 pendant les mois d'été. L'équipe locale de cricket, le Rickling Ramblers Cricket Club, s'entraîne sur un terrain tracé sur le parc communal.

## Bâtiments remarquables

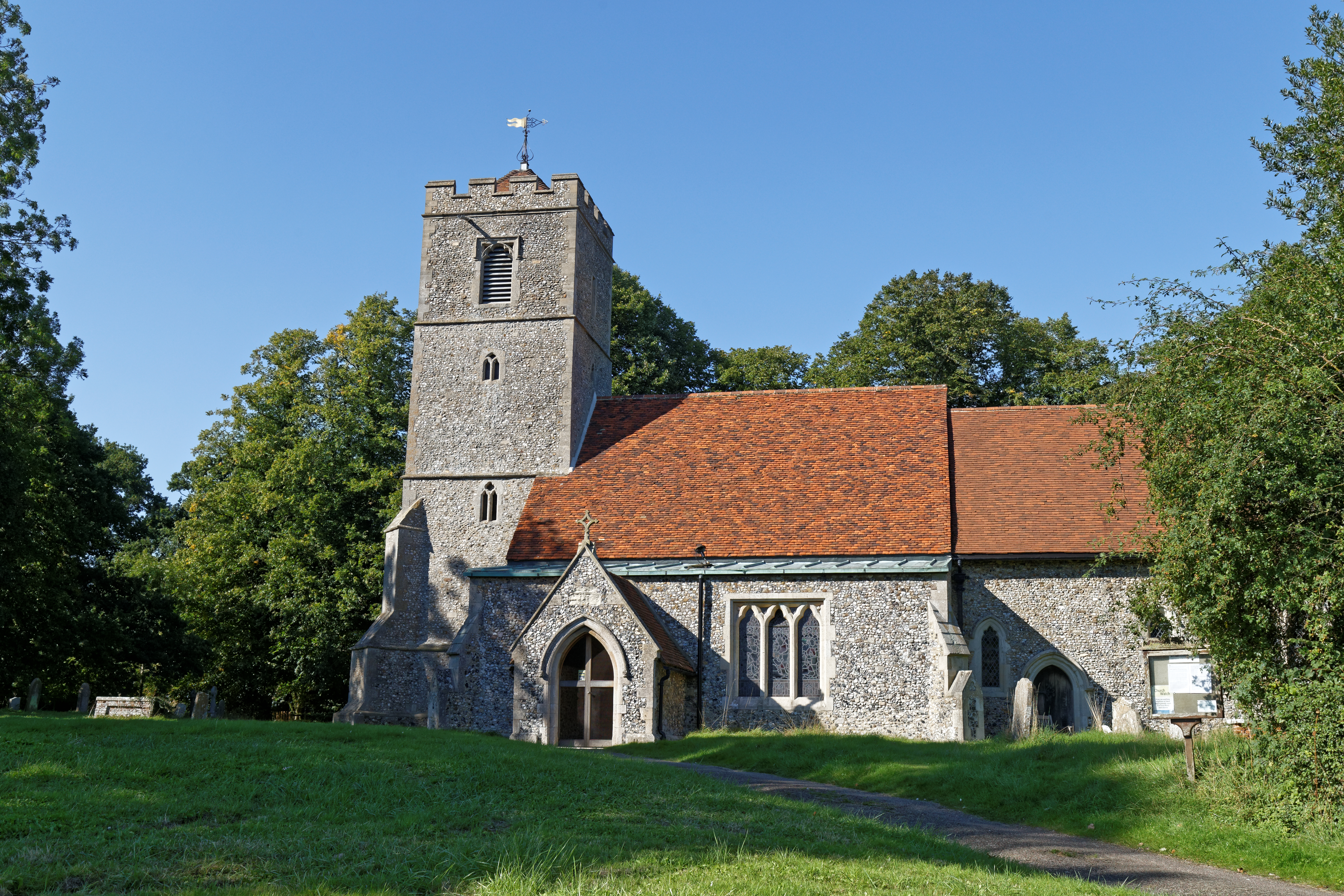
L'église paroissiale de Rickling, en périphérie du bourg

L'église de Rickling, datée du XIIIe siècle, est construite en silex. Le chancel, le bas-côté sud et la tour ouest ont été construits en 1340. L'église fut ensuite régulièrement restaurée entre le XVe siècle et le XIXe siècle, tout en gardant des éléments remarquables d'origine (notamment jubé et chaire),.
Rickling Hall est une ferme située sur le site d'un ancien château. Les traces de celui-ci sont encore visibles sous la forme d'une butte entourée de douves, au sud du bâtiment actuel.

Ces deux bâtiments sont classés comme monuments historiques, tout comme d'autres constructions sur le territoire du village, dont beaucoup datent du XVIIe siècle.